# ある光
「ある光」（あるひかり）は、小沢健二の17thシングル。1997年12月10日に東芝EMIから発売。12インチアナログ盤も翌年1998年1月1日に発売された。

## 解説
表題曲は小沢の母方の祖父・下河辺孫一の死に際して捧げられた一曲。イントロはエリック・カズの「Good as it can be」から引用されている。
ジャケット写真は紀里谷和明の撮影。アナログ盤はHIROMIX撮影。
小沢がホストを務めるApple Musicのオリジナル番組『Tokyo, Music & Us 2017-2018』のエピソード2（2018年2月2日公開）にて、表題曲が小沢と峯田和伸（銀杏BOYZ）のデュエットでカバーされている。また、この公開と同日の2018年2月2日から本シングルの収録曲のうち「ある光 (JFK 8'16" Full Length)」のみiTunes StoreおよびApple Storeで配信が開始されている。

## 収録曲
全曲 作詞・作曲・編曲:KO

### CD
1. ある光 (JFK 8'16" Full Length)
  - 祖父・下河辺孫一に捧げられた一曲で、彼の搭乗した飛行機がジョン・F・ケネディ国際空港に到着した際に思いついたという[要出典]。小沢のシングルA面曲では最長。CDで発表されている曲で、セリフが入っている曲は「愛し愛されて生きるのさ」とこの曲のみ。
  - この次にリリースされたシングルCD『春にして君を想う』にも、シークレットトラックとして本曲が収録されている。
2. ある光 (JFK 4'23" F.O.)
  - 1の歌詞の一部をカットし短縮したヴァージョン。テレビの歌番組に出演した際、オリジナル版では長すぎるという事もあってか、専ら短縮されたこちらを披露していた。
3. 美しさ
  - CD盤にのみ収録。「さよならなんて云えないよ」のジャズアレンジ。

### アナログ
SIDE-A
1. ある光 (JFK 8'16" Full Length)

SIDE-B
1. ある光 (JFK 8'16" Full Length Instrumental) ※アナログ盤のみ収録。

## 参加ミュージシャン・スタッフ
| 参加ミュージシャン - all songs written, composed, and produced by KO - KO: vocals, backing vocals, electric guitar and wah-wah guitar - tatsuyuki aoki: drums - kitaro nakamura: electric bass - yasuharu nakanishi: keyboards - makoto "kimuchi" kimura: percussion - KO, kimura and kent sasaki: hand clap - track 3 - KO: vocal, acoustic guitar - takeshi shibuya: acoustic piano - tamio kawabata: acoustic bass - ＊recorded and mixed live 一発録り - recorded and mixed by hiroyuki hamano | スタッフ - a&r director: hiromitsu takada - a&r producer: makoto itoh - promotion: toshiba emi - virgin division - management: dkm - photography and art direction: kaz kiriya - KO would like to thank: MT, MO, michael scheidler and friends in NYC, Shanghai and Tokyo 謝々 - to my grandfather SHIMOKOBE MAGOICHI 下河辺孫一 (1909.2.5 - 1997.10.10) - tatsuyuki aoki (tokyo ska paradise orchestra) appears by the courtesy of Epic/Sony Records |

## テレビ出演
- ある光
  - 1997年12月12日 テレビ朝日「ミュージックステーション」
  - 1998年1月9日 日本テレビ「FAN」